# 小缬草
小缬草（学名：Valeriana tangutica）为忍冬科缬草属的植物，是中国的特有植物。分布在中国大陆的宁夏、青海、内蒙古、甘肃等地，生长于海拔1,200米至3,600米的地区，见于山沟以及潮湿草地，目前尚未由人工引种栽培。